# باول أوبال
باول أوبال (بالإنجليزية: Paul Uppal)‏ هو سياسي بريطاني، ولد في 14 يونيو 1967 في برمنغهام في المملكة المتحدة. حزبياً، نشط في حزب المحافظين. في انتخابات المملكة المتحدة لعام 2010، انتخب عضو برلمان المملكة المتحدة الـ55 عن دائرة جنوب غرب وولفرهامبتون وقد انضم خلال فترته النيابية ‏ (6 مايو 2010 – 30 مارس 2015) للكتلة البرلمانية حزب المحافظين.

## وصلات خارجية
- الموقع الرسمي